# Agatea
Agatea, biljni rod iz porodice ljubičvki, dio reda Malpighiales. Podstoji nekoliko vrsta koje rastu jedino po otocima jugozapadnog Pacifika, uključujući Novu Gvineju i otoke Fidži, Nova Kaledonija, Solomonove Otoke i Tonga.

## Vrste
1. Agatea lecointei Munzinger; Nova Kaledonija
2. Agatea longipedicellata (Baker f.) Guillaumin & Thorne; Nova Kaledonija
3. Agatea macrobotrys K.Schum. & Lauterb.; Nova Gvineja, Solomonovi otoci
4. Agatea rufotomentosa (Baker f.) Munzinger; Nova Kaledonija
5. Agatea schlechteri Melch.; Nova Kaledonija
6. Agatea veillonii Munzinger; Nova Kaledonija
7. Agatea violaris A.Gray; Fidži, Tonga